# Strathclyde
Strathclyde (Srath Chluaidh in Gaelico scozzese) era una delle aree di consiglio regionale della Scozia introdotte tra il 1975 e il 1996.

## La regione
La regione di Strathclyde fu introdotta per la prima volta durante il Regno di Strathclyde, che copriva quasi totalmente la medesima area territoriale (con la sola eccezione di Argyll, Bute e l'isola di Arran).
Tra il 1975 ed il 1996 Strathclyde era la più vasta e popolata regione del paese, con una popolazione di circa 2 milioni di abitanti ed un territorio che andava dalle Highlands al sud della Scozia. La città più importante e più popolosa della regione è Glasgow.
La regione era suddivisa in 19 distretti.
Nel 1996 fu abolito il sistema di organizzazione territoriale basato su regioni e distretti e furono costituite 32 unità amministrative. Le aree amministrative che insistono sull'ex regione di Strathclyde sono le seguenti:
- Argyll e Bute
- Ayrshire Orientale
- Dunbartonshire Orientale
- Renfrewshire Orientale
- City of Glasgow
- Inverclyde
- Ayrshire Settentrionale
- Lanarkshire Settentrionale
- Renfrewshire
- Ayrshire Meridionale
- Lanarkshire Meridionale
- West Dunbartonshire

Tuttavia alcuni servizi locali fanno ancora oggi riferimento a tale suddivisione amministrativa. Ne sono un esempio la forza di polizia (Strathclyde Police Force), i vigili del fuoco (Strathclyde Fire Brigade) e l'azienda di trasporti pubblici locale (Strathclyde Passenger Transport).

## Distretti
Di seguito sono riportati i vecchi distretti della regione:
- Argyll e Bute
- Bearsden e Milngavie
- Clydebank
- Clydesdale
- Cumbernauld e Kilsyth
- Cumnock e Doon Valley
- Cunninghame
- Dumbarton
- East Kilbride
- Eastwood
- Glasgow
- Hamilton
- Inverclyde
- Kilmarnock e Loudoun
- Kyle e Carrick
- Monklands
- Motherwell
- Renfrew
- Strathkelvin